# Telford Tigers
Les Telford Tigers sont un club de hockey sur glace de Telford en Angleterre. Il évolue dans le NIHL, le second échelon anglais.

## Historique
Le club est créé en 2001 sous le nom des Wild Foxes de Telford. En 2005, il est renommé Tigers de Telford. Une précédente équipe a porté ce nom de 1985 à 1999.

## Palmarès
- Aucun titre.